# Stanley Rossiter Benedict
Stanley Rossiter Benedict (Cincinnati, 17 de Março de 1884 – 21 de Dezembro de 1936) químico norte-americano mais conhecido por descobrir o reagente de Benedict, uma solução que detecta certos açúcares.

## Educação e Carreira
Benedict foi para as escolas públicas de Cincinnati e para a Universidade de Cincinnati. Seu plano era se matricular na faculdade de medicina após a formatura. No entanto, Stanley desistiu da faculdade de medicina para seguir carreira em bioquímica e metabolismo depois de trabalhar com o Dr. JF Snell, especialista em bioquímica e nutrição da Universidade de Cincinnati. Ele recebeu seu bacharelado em Química em 1906 na Universidade de Cincinnati e seu doutorado dois anos depois (1908) em Química Fisiológica na Universidade de Yale, trabalhando com Russel H. Chittenden e Lafayette Benedict Mendel.
Stanley ficou famoso pelo trabalho de Otto Folin depois que este publicou o volume 13 do American Journal of Physiology. Folin descreveu no Journal alguns métodos de como analisar qualitativa e quantitativamente alguns elementos na urina, como uréia, ácido úrico, ammonia, creatina e creatinina. Benedict também estava interessado em como quantificar a taxa de açúcar no sangue e na urina, então ele criou métodos simples e mais eficientes que praticamente substituíram todos os de Folin. Após seu doutorado, lecionou Química por um ano na Universidade de Syracuse e Química Biológica no ano seguinte na Columbia University. De 1910 a 1936, Benedict ensinou Bioquímica na escola de medicina da Cornell University, ao mesmo tempo em que dirigia o Journal of Biological Chemistry como editor-chefe.